# 舍夫里 (芒什省)
舍夫里（法語：Chevry，法語發音：[ʃəvʁi]）是法国芒什省的一个旧市镇，属于圣洛区。2016年，舍夫里与临近的2个市镇合并为新市镇穆瓦永维拉日。

## 地理
舍夫里（48°58'5"N, 1°7'12"W）面积3.62 平方千米，位于法国诺曼底大区芒什省，该省份为法国西北部沿海省份，西、北、东北三面环大西洋，东起顺时针与卡爾瓦多斯省、奧恩省、马耶讷省和伊勒-维莱讷省接壤。
与舍夫里接壤的市镇（或旧市镇、城区）包括：穆瓦永、博库德赖、穆瓦永维拉日、泰西博卡日。

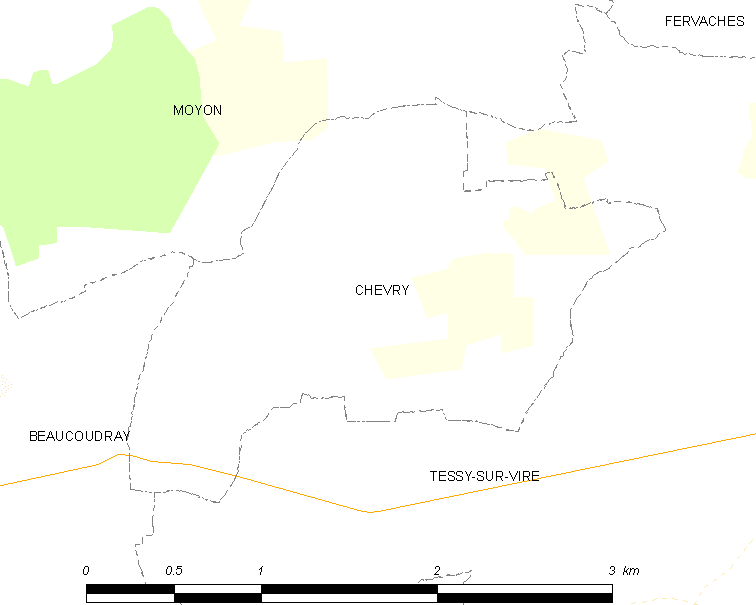
的OSM定位图

舍夫里的时区为UTC+01:00、UTC+02:00（夏令时）。

## 行政
舍夫里的邮政编码为50420，INSEE市镇编码为50134。

## 政治
舍夫里所属的省级选区为维尔河畔孔代县。

## 人口

1962-2008年间人口变化图示

舍夫里于2018年1月1日时的人口数量为110人。